# 드미트리 콘스탄티노비치

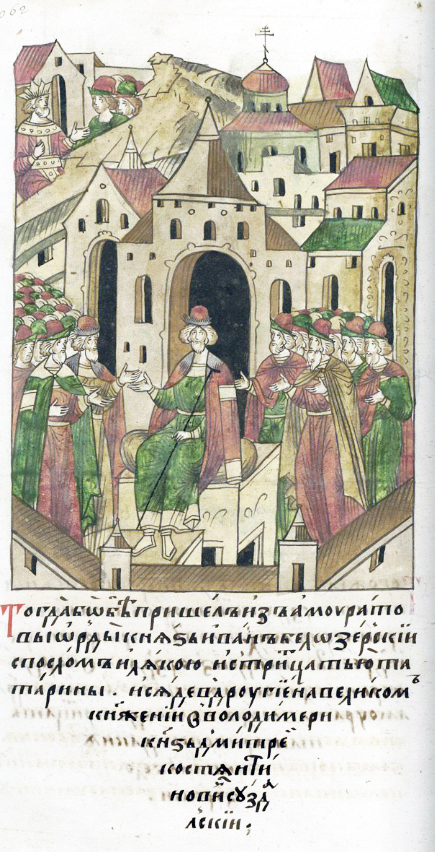

드미트리 콘스탄티노비치(러시아어: Дмитрий Константинович, 1324년 ~ 1383년)는 러시아 모스크바 대공국 시절의 귀족으로, 류리크 왕가 출신이며 슈산스키 가문의 선조가 된다. 니즈니노브고로드와 로스토프의 대공이다. 이반 2세가 죽자 일시적으로 1359년부터 1362년까지 블라디미르의 대공을 맡기도 하였다. 본래 모스크바 대공이 블라디미르의 대공위를 겸하거나, 모스크바 대공가의 왕자가 블라디미르의 대공위를 맡는 것이 선례였었다. 그는 모스크바 대공 드미트리 돈스코이의 왕비 에우독시아 드미트리예비나의 친정 아버지이다.
류리크 왕의 먼 후손이으로 모스크바 대공 프세볼로트 1세(재위: 1176년 ~ 1212년)의 넷째 아들인 블라디미르 대공 야로슬라프 2세 프세볼로도비치(Yaroslav II, 재위: 1238년 ~ 1246년)와 그 아들 모스크바 대공 성 알렉산드르 넵스키(Saint Alexander I Nevsky, 재위 1252-1263)의 직계 자손이었다. 알렉산드르 넵스키의 셋째 아들인 안드레이가 그의 4대 선조가 된다.
그는 대공위 계승권에서는 멀지만 이반 2세 사후 일시적으로 블라디미르의 대공이 되었다. 그리고 1367년 그의 딸 에우독시아 드미트리예비나와 드미트리 돈스코이가 결혼하였다. 그의 아내 로스토프의 바실리사는 모스크바 대공 이반 1세의 외손녀였다. 바실리사는 로스토프 공작 콘스탄틴 바실리예비치와 모스크바의 마리아의 딸로, 모스크바의 마리아는 모스크바 대공 이반 1세와 그의 첫번째 아내 엘레나의 딸이었다. 드미트리 콘스탄티노비치의 아들 바실리 키드예파(Vasiliy Kirdyapa, 1350년 ~ 1403년)는 슈산스키 가문의 시조가 된다.
| 전임 이반 2세 (모스크바 대공 겸 블라디미르의 대공) | 블라디미르 대공 1359년 - 1362년 | 후임 드미트리 돈스코이 |